# Port lotniczy Pilanesberg
Port lotniczy Pilanesberg (IATA: NTY, ICAO: FAPN) – port lotniczy położony w Pilanesbergu, w Prowincji Północno-Zachodniej, w Republice Południowej Afryki.